# Pankreatin
Pankreatin jest smjesa probavnih enzima iz pankreasa, a dobiva se ekstrakcijom iz svinjskog pankreasa. 
Sadržava lipazu, amilazu i proteazu u omjeru 5 : 4 : 3. Lipaza jest enzim koji razgrađuje trigliceride u monogliceride i masne kiseline, amilaza razgrađuje škrob na jednostavnije šećere, dok proteaza razgrađuje proteine. Takav suhi ekstrakt, naravno, ne može se uzimati jednostavno "per os" jer bi pankreatin, koji je i sam protein, bio razgrađen u želucu pod utjecajem pepsina i HCl. Zbog toga je osmišljen poseban oblik: kapsule s minimikropeletama (mikrotablete) obloženima acidorezistentnom ovojnicom. Time se omogućuje jednolično miješanje sa želučanim sadržajem, mikrotablete se ne otapaju u želucu, nego tek kad prijeđu u duodenum koji je alkalan. Takve kapsule koje sadržavaju 150 mg pankreatina primjenjuju se zajedno s obrokom i to sa svakim obrokom tako da se osigurava učinkovita količina enzima dostatnih u probavi hrane. Dakako, osoba se ipak mora pridržavati dijetetskih mjera, jer takvi pripravci nikada ne mogu nadomjestiti prirodno lučenje enzima iz pankreas.